# Ярош Тетяна Юріївна
Ярош Тетяна (нар. 1 вересня 1984, Кіровоград, Українська РСР) — українська гімнастка. Брала участь у змаганнях в командному заліку, абсолютному заліку і 4 окремих вправах на Літніх Олімпійських іграх 2000. Зайняла 5 місце в командному заліку у складі збірної України і 5 місце у вправі на колоді.